# L'Ivresse du pouvoir
Pour plus de détails, voir Fiche technique et Distribution.
L'Ivresse du pouvoir est un film franco-allemand réalisé par Claude Chabrol, sorti en 2006.

## Synopsis
Chargée d’un important dossier d’abus de biens sociaux, la juge Jeanne Charmant Killman (Isabelle Huppert) mène une délicate enquête touchant à des milieux politiques et industriels. D’emblée, elle fait incarcérer le responsable d'un grand groupe, le président Humeau (François Berléand), qu’elle commence à interroger avec acharnement. Fragilisé et affaibli, celui-ci cède peu à peu et finit par confesser ses secrets. Dans les milieux politiques, l’inquiétude monte et une contre-attaque se met en place pour arrêter la juge trop curieuse. Mais il est trop tard pour agir car, ivre du pouvoir qu’elle sent détenir, la juge Killman est déterminée à aller jusqu’au bout de son enquête. Pour cela, elle est prête à tout sacrifier, sa sécurité et même son mari Philippe (Robin Renucci) qui ne supporte plus la vie infernale qu’elle lui fait vivre.

## Fiche technique
- Titre original : L'Ivresse du pouvoir
- Réalisation : Claude Chabrol
- Scénario : Odile Barski et Claude Chabrol
- Décors : Françoise Benoît-Fresco
- Costumes : Mic Cheminal
- Photographie : Eduardo Serra
- Son : Pierre Lenoir
- Montage : Monique Fardoulis
- Musique : Matthieu Chabrol
- Production : Patrick Godeau
- Production exécutive : Françoise Galfré
- Coproduction : Alfred Hürmer
- Sociétés de production : 
  -  Alicéléo, France 2 Cinéma, Ajoz Films
  -  Integral Film
- Société de distribution : Pan-Européenne
- Pays d'origine :  France,  Allemagne
- Langue originale : français
- Format : couleur - 35 mm - 1,85:1 - Son SRD-DTS
- Genre : drame
- Durée : 110 minutes
- Dates de sortie : 
  - Allemagne : 16 février 2006 (festival de Berlin)
  - France : 22 février 2006
  - Belgique : 15 mars 2006

## Distribution
- Isabelle Huppert : Jeanne Charmant-Killman (Eva Joly)
- François Berléand : Michel Humeau (Loïk Le Floch-Prigent)
- Patrick Bruel : Jacques Sibaud
- Marilyne Canto : Erika, la collègue de Jeanne (Laurence Vichnievsky)
- Robin Renucci : Philippe Charmant, le mari de Jeanne
- Thomas Chabrol : Félix Charmant, le neveu de Philippe
- Jean-François Balmer : Boldi
- Pierre Vernier : le président Martino, supérieur de Jeanne
- Jacques Boudet : Descarts (Charles Pasqua)
- Philippe Duclos : Holéo
- Jean-Christophe Bouvet : Maître Parlebas, l'avocat de Humeau
- Roger Dumas : René Lange (Roland Dumas)
- Michelle Goddet : Nicole Humeau, l'épouse
- Yves Verhoeven : Benoît, le greffier de Jeanne
- Pierre-François Duméniaud : Leblanc
- Jacques Bouanich : le gardien de prison
- Jean-Marie Winling : l'homme de pouvoir
- Sophie Guiter : Évelyne
- Hubert Saint-Macary : le directeur de la prison
- Fernand Guiot : le Belge
- Cyril Gueï : le diplomate africain
- Jean-Marie Juan : Marco
- Nathalie Kousnetzoff : Michèle
- Jacky Nercessian : le maître d'hôtel du club
- Jean-Pierre Niobé : Jipé
- Guy Perrot : le médecin
- Aicha Kossoko : l'infirmière
- Raphaëlle Farman : la cantatrice
- Laurence Colussi : la secrétaire dans l'ascenseur
- Pascale Mariani : la femme de ménage du Palais de Justice

## Accueil
« Surgit alors le substrat politique de ce film à la fois drôle et infiniment mélancolique : un monde qui fout le camp, une certaine idée de la France en monarchie républicaine, de vieux notables contre des énarques profiteurs. Avec une bonhomie misanthrope, Chabrol renvoie dos à dos ces ombres condamnées à disparaître. Elles lui offrent pourtant l’un de ces magnifiques trompe-l’œil dont il est passé maître. »

— Télérama, Aurélien Ferenczi, 22 février 2006

« Fausse inoffensive, comme le furent Violette Nozières ou les prêtresses de La Cérémonie, Jeanne Charmant-Killman s'affiche trop ostensiblement impitoyable piranha. Elle s'engouffre, perquisitionne, parade. En matière de mise en scène, la méthode de Chabrol est tout autre : suggérer, enquêter en coulisse, décaler son regard. Introduire un personnage frivole, énigmatique (celui du neveu), pour éviter de donner des leçons de morale. »

— Le Monde, Jean-Luc Douin, 21 février 2006

## Autour du film
- Le cinéaste s'est inspiré de l'affaire Elf et de la juge Eva Joly pour son film. Cette dernière a critiqué le film comme « un petit théâtre de mœurs, qui conforte chacun dans l'immobilisme », réduisant l'enquête à « une suite de clichés » et regretté que Claude Chabrol ait selon elle violé l'intimité de sa vie privée, ajoutant lors de la promotion du film « des détails sordides et erronés sur [sa] vie personnelle »[3].
- Dans le hall de l'entreprise, le sigle « FMG » apparaît. Ce sigle est proche de celui d'« ELF » si l'on décrémente le rang des lettres dans l'ordre alphabétique. On peut voir un mouvement inverse, célèbre, dans 2001, l'Odyssée de l'espace de Stanley Kubrick : l'ordinateur se nomme « HAL 9000 » ;  si on incrémente le rang des lettres, on obtient « IBM ». Cependant, Arthur C. Clarke et Stanley Kubrick ont toujours affirmé qu'il ne fallait y voir qu'une coïncidence.
- Il s'agit du 7e et dernier film dans lequel Claude Chabrol distribue Isabelle Huppert, une de ses actrices fétiches.
- Concernant les airs entonnés par la cantatrice :
  - le premier est la Chanson du saule chanté par Desdemona au dernier acte d’Otello de Verdi.
  - Le second est le grand air de La Wally, opéra en quatre actes d'Alfredo Catalani (déjà utilisé par Jean-Jacques Beneix dans Diva),

## Distinctions
- En sélection officielle au Festival de Berlin 2006.

### Articles
- Une analyse du film par Mehdi Benallal